# Campeonato Piauiense de Futebol de 1974
O Campeonato Piauiense de Futebol de 1974 foi o 34º campeonato de futebol do Piauí. A competição foi organizada pela Federação Piauiense de Desportos e o campeão foi o Tiradentes.

## Premiação
| Campeonato Piauiense de Futebol de 1974 |
| --------------------------------------- |
| TIRADENTES Campeão (2º título)          |